# ジョン・レモン
エドワード・ジョン・レモン (英語: Edward John Lemmon、1930年6月1日  – 1966年7月29日) はイギリスの論理学者 、哲学者。シェフィールド生まれ。レモンは様相論理学において知られている。死後、出版されたデイナ・スコットとの共著『An introduction to modal logic』（1977）が有名。
レモンはシェフィールドにある高校（King Edward VII School）に通い、その後オックスフォード大学のモードリン・コレッジにて学ぶ。
1957年には同大学のトリニティ・カレッジのフェローに任命された。1963年アメリカに移住しクレアモント大学院大学に勤めた。彼は登山中に心臓病で亡くなった。

## 様相論理
1956年にアーサー・プライアーがオックスフォードを訪れジョンロック講義を行った。レモンはそのとき様相論理に興味を持ったという。
後にその講義は"Time and Modality(1957)"として出版された。プライアーは1年後にオックスフォードに戻り少人数の勉強会をもった。レモンもそれに参加し、プライヤーの時相論理に対する独特なアプローチをものにした。レモンの後の仕事で、alethicな（可能性や必然性を取り扱う）様相論理学の倫理への応用にプライアーの影響がみえる。
レモンはデイナ・スコットとともに、現代的な方法による様相論理意味論の先駆者だった。しかしまたタルスキらの発見した意味論に通じる、様相論理学の代数的意味論にも興味を持っていた。

## 業績
- 1957.  'New foundations for Lewis modal systems'.  Journal of Symbolic Logic 22:176-186.
- 1959.  'Modal Logics between S4 and S5'.  In Zeitschrifl für Mathematische Logik und Grundlagen der Mathematik, 5:250-264.（マイケル・ダメットとの共著）
- 1977. An introduction to modal logic.  Oxford: Blackwell.（デイナ・スコットとの共著）
- 1965. Beginning Logic, Thomas Nelson and Sons, London. 竹尾治一郎, 浅野楢英訳『論理学初歩』世界思想社, 1993年（初版: 1973年 NDLJP:12262552）.